# Bergen-Belsen

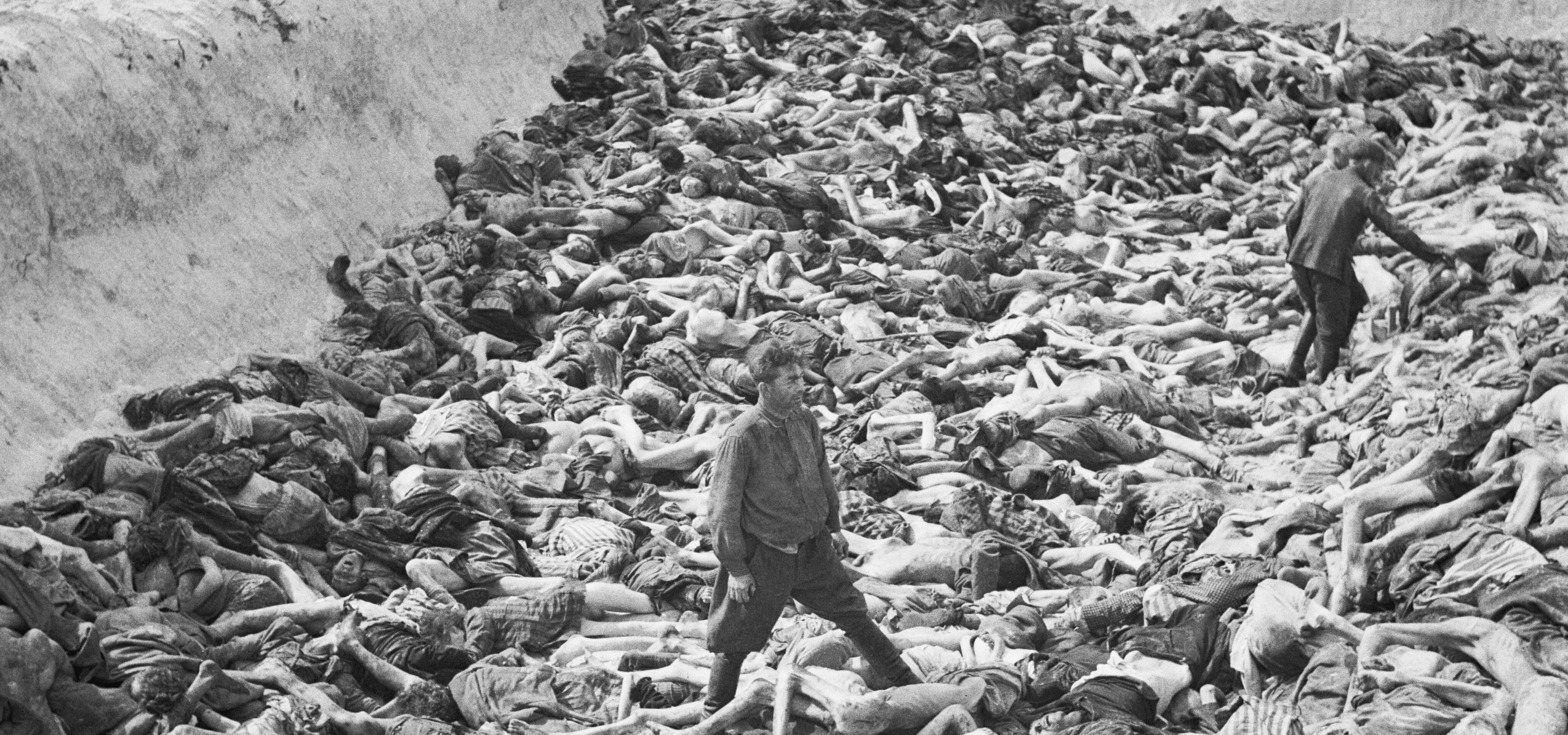
Naziarts Fritz Klein staat in een massagraf van Bergen-Belsen na de bevrijding in april 1945

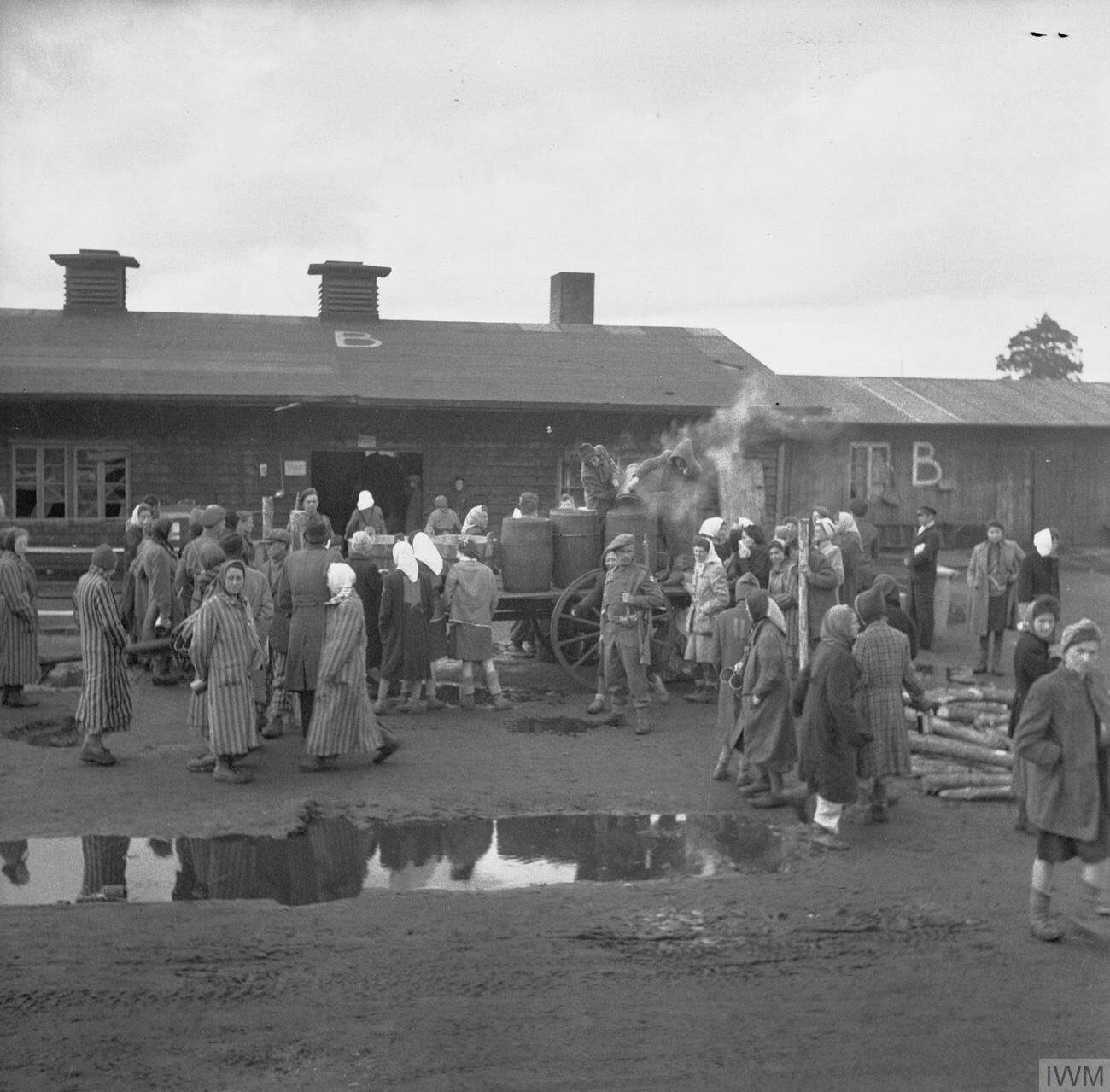
Onder toezicht van Britse soldaten wordt voedsel uitgereikt aan de uitgehongerde gevangenen (21 april 1945)

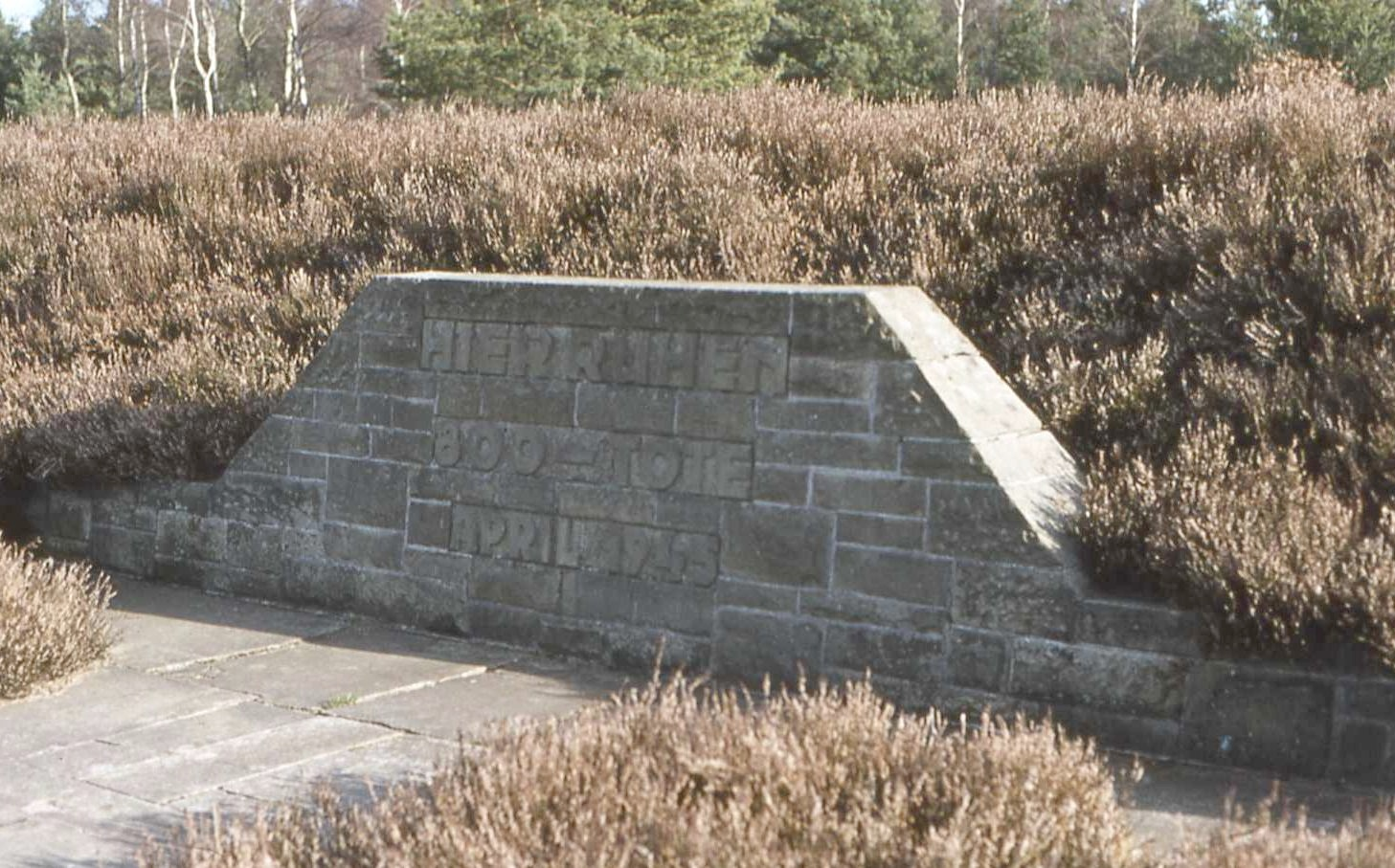
Een van de massagraven

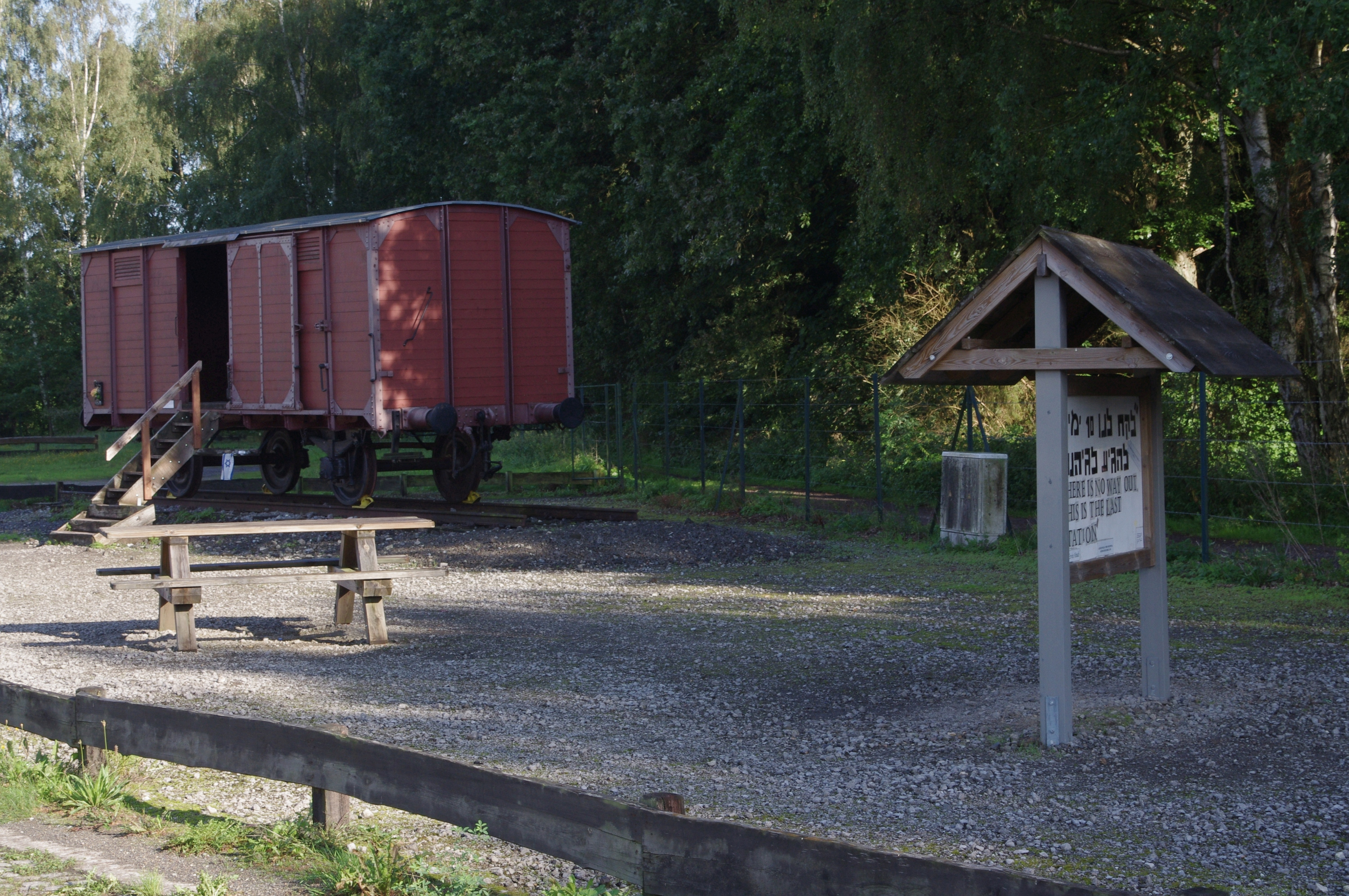
Rampe

Bergen-Belsen was een krijgsgevangenen- en concentratiekamp waar tijdens de Tweede Wereldoorlog meer dan 70.000 mensen de dood vonden. Het kamp was een van de grotere concentratiekampen binnen Duitsland. Het lag in de provincie Hannover (tegenwoordig Nedersaksen), zestig kilometer ten noordoosten van de stad Hannover, nabij Celle aan de zuidrand van de Lüneburger Heide. Op de officiële Duitse lijst van concentratiekampen heeft Bergen-Belsen nummer 96.

## Kazerne en krijgsgevangenenkamp
Bij de stad Bergen werd in 1935 een kazerne met oefenterrein voor de Panzertruppenschule van de Duitse Wehrmacht aangelegd. In die stad was ook de voor munitieaanvoer gebouwde Rampe (laad- en losplaats bij het spoor) gelegen. Om de arbeiders die de kazerne bouwden te huisvesten werd er aangrenzend aan het zuidoostelijke stadsdeel Bergen-Belsen een kamp met dertig barakken gebouwd. Na de inval van de Duitsers in België en Frankrijk in juni 1940 werd de voormalige oefenplaats gebruikt als krijgsgevangenenkamp voor zeshonderd Belgische en Franse soldaten. In 1941 kreeg het de naam Stalag XI C/311. Na de inval in Rusland in 1941 zaten er al snel 21.000 Russische krijgsgevangenen opgesloten. Zij leefden onder erbarmelijke omstandigheden: in de open lucht, omringd door prikkeldraad, zonder enige sanitaire voorzieningen, in zelfgemaakte tenten en in kuilen in de grond. Begin 1942 waren al 18.000 van deze Russen omgekomen door dysenterie en vlektyfus. Een kleine 500 Sovjetcommissarissen werden in Sachsenhausen als proefpersonen met de daar ontwikkelde nekschotmachine vermoord. In april 1943 werd Bergen-Belsen overgenomen door de SS. Er waren geen gaskamers in Bergen-Belsen. Niettemin zijn er meer dan 70.000 politieke tegenstanders van het nationaalsocialisme, waaronder 25.000 Russen, 15.000 Polen en tienduizenden verzetsstrijders uit de bezette gebieden, alsmede enige duizenden Joden om het leven gekomen.

### Functies
Bergen-Belsen had drie hoofdfuncties:
- Onder de naam Stalag XI C/311 was het een krijgsgevangenenkamp vanaf 1939 tot aan de bevrijding in 1945.
- Van april 1943 tot aan de bevrijding in 1945 was het bovendien een concentratiekamp voor onder meer Joden. Het lag in de bedoeling om deze mensen te ruilen tegen gewenste zaken uit het buitenland. Door het opgeven van al hun geld en bezittingen konden deze gevangenen zich aanvankelijk ook vrijkopen. Voor deze transacties was er een route via Berlijn en Istanboel naar het Britse Palestina.

Bergen-Belsen had in het Joodse deel vijf onafhankelijke deelkampen:
1. In het Häftlingslager (gevangenenkamp) werden tot februari 1944 ongeveer vijfhonderd Joden gevangen gehouden, die het kamp moesten opbouwen.
2. In het Sonderlager waren Joden met bijzondere papieren opgesloten, de meesten uit Zuid-Amerikaanse landen. Van de 2400 gevangenen uit het Sonderlager werden er 1050 in Auschwitz vermoord.
3. In het Neutralenlager waren ongeveer driehonderdvijftig Joden opgesloten uit neutrale landen.
4. Het Sternlager (sterkamp) was het grootste kamp van Bergen-Belsen. Hier zaten eind juli 1944 zogenaamde ruiljoden, waaronder Joden uit Saloniki, zeven transporten uit het doorgangskamp Westerbork, Noord-Afrikaanse Joden, kleine groepen Franse Joden, Joegoslavische en Albanese Joden. Hier werden net zoals in de andere kampen families met kinderen ondergebracht. De gevangenen droegen burgerkleding waarop een Jodenster was genaaid, vandaar de naam Sternlager. De ondervoede gevangenen moesten dwangarbeid verrichten, veelal bij het Schuh-Kommando waar ze oude schoenen uit elkaar moesten halen. Van deze ruiljoden kwam maar een gering aantal daadwerkelijk vrij: eind april 1944 vertrokken 222 personen na een ruil naar Palestina. 136 personen met paspoorten uit Zuid-Amerikaanse landen konden in januari 1945 naar Zwitserland vertrekken; anderen werden in het interneringskamp in Biberach an der Riß opgehouden.
5. In het Ungarnlager bevonden zich 1684 Joden uit Hongarije.

Kampleiders waren in de concentratiekampperiode SS-Hauptsturmführer Adolf Haas (1943/44) en Josef Kramer (1944/45).
De SS'ers hebben in 1943 geprobeerd om Joodse diamantairs en diamantslijpers naar Bergen-Belsen te brengen om daar een diamantindustrie op te zetten. Dit plan is nooit echt van de grond gekomen.
- Ten derde was er in het kamp van 1939 tot aan de bevrijding in 1945 een groot ziekenhuis. Dit werd gebruikt als centraal ziekenhuis voor alle Duitse concentratiekampen. Veel zwangere vrouwen zijn op medische indicatie in dit ziekenhuis terechtgekomen.

## Concentratiekamp
Vanaf 30 april 1943 werd een deel van Bergen-Belsen een concentratiekamp. Het werd bevolkt door een groot aantal Joden, die niet meer tot werken in staat waren, alsmede dwangarbeidsters en later ook geëvacueerde gevangenen uit concentratiekampen uit het oosten. De overbevolkte situatie veroorzaakte nog meer doden door ziekten, ondervoeding en uitputting. Alleen al tussen januari en april 1945 stierven ongeveer 35.000 personen.
Anne Frank en haar zuster Margot, die waren overgebracht uit Auschwitz II, bevonden zich onder de slachtoffers. Zij stierven tussen eind februari en begin maart 1945 aan vlektyfus. Ook de Belgische minister Arthur Vanderpoorten (1884-1945) stierf hier. De Nederlandse journalist Ischa Meijer overleefde als 2-jarig kind tezamen met zijn ouders de internering in Bergen-Belsen. De documentairemaker Frank Diamand arriveerde als 5-jarige met zijn ouders in het laatste transport uit Westerbork en werd in 1945 bevrijd. Begin 1944 komt Hetty Verolme-Werkendam samen met haar ouders en broertjes aan in Bergen-Belsen, haar ouders worden naar andere concentratiekampen overgebracht en Hetty en haar broertjes komen in de kinderbarak terecht, waar ze de bevrijding meemaken. Later heeft ze over de gebeurtenissen in het kamp een boek geschreven.

### Bevrijding
Bij de bevrijding van Bergen-Belsen door de Britten op 15 april 1945 troffen zij massagraven en duizenden onbegraven lichamen aan, naast ongeveer 60.000 overlevenden, waarvan er nog ongeveer 14.000 bezweken in de loop van de daaropvolgende dagen en weken, onder meer aan de gevolgen van ondervoeding en uitdroging. De overlevenden werden op de dag van de bevrijding overgebracht naar de twee kilometer verderop gelegen kazerne. Het kamp Bergen-Belsen werd na de bevrijding met de grond gelijkgemaakt en afgebrand, vanwege het zeer hoge risico van besmetting met tyfus en luizen. De laatste barak werd op 24 mei 1945 in het bijzijn van de voormalige gevangenen met een kleine plechtigheid verbrand. De documentaire What They Found toont beelden van de bevrijding door het 11e Pantserdivisie en de nasleep daarvan.

## Herinnerings- en studiecentrum
Tegenwoordig zijn op het terrein van het voormalige kamp Bergen-Belsen, in de gemeentevrije zone Lohheide, een bezoekers- en een studiecentrum gevestigd. Het huidige documentatiecentrum werd in 2007 geopend. Het terrein is parkachtig ingericht met taluds en symbolische graven. De taluds staan voor de massagraven en de individuele graven zijn monumenten voor de daarop genoemde vermoorde personen. Op een van deze symbolische graven staat een steen voor Anne en Margot Frank. Op het terrein zijn een tiental monumenten. Waar direct na de bevrijding een berkenhouten kruis door de overlevenden werd neergelegd staat nu een vijf meter hoog houten kruis. Er is een hoge zuil bij een gedenkmuur. Buiten het voormalige kamp waren massagraven voor Russische en Poolse krijgsgevangenen. Deze plek is als monument gehandhaafd. Het enige kilometers verderop bij Bergen gelegen laadperron ("Rampe") is nu weer in gebruik door het leger. Op het oudste stukje spoor staat een kopie van de in de oorlog gebruikte goederenwagons.